# 舟 (伍代夏子の曲)
「舟」（ふね）は、2007年3月28日に発売された伍代夏子のシングルである。

## 解説
- 第58回NHK紅白歌合戦出場曲。

## 収録曲

### 通常盤
- 全曲作詞：たきのえいじ／作曲：水森英夫／編曲：前田俊明

1. 舟
2. えにし坂
3. 舟（オリジナル・カラオケ）
4. えにし坂（オリジナル・カラオケ）

### 期間限定盤
1. 舟
2. えにし坂
3. 忍ぶ雨
4. 鳴門海峡
5. 舟（オリジナル・カラオケ）
6. えにし坂（オリジナル・カラオケ）
7. 忍ぶ雨（オリジナル・カラオケ）
8. 鳴門海峡（オリジナル・カラオケ）